# Liste der Naturschutzgebiete in der Stadt Würzburg
In der Stadt Würzburg gibt es zwei Naturschutzgebiete. Zusammen nehmen sie eine Fläche von 110 Hektar ein. Das größte Naturschutzgebiet ist das 2002 eingerichtete Naturschutzgebiet Naturwaldreservat Waldkugel.
| Name                          | Bild | Kennung                   | Kreis                        | Einzelheiten                                    | Position | Fläche Hektar | Datum |
| ----------------------------- | ---- | ------------------------- | ---------------------------- | ----------------------------------------------- | -------- | ------------- | ----- |
| Bromberg-Rosengarten          |      | NSG-00569.01 WDPA: 162571 | Würzburg, Landkreis Würzburg | Würzburg: 35,49 ha Landkreis Würzburg: 1,27 ha  | ⊙        | 36,76         | 1983  |
| Naturwaldreservat Waldkugel   | BW   | NSG-00609.01 WDPA: 318841 | Landkreis Würzburg, Würzburg | Landkreis Würzburg: 49,58 ha Würzburg: 24,26 ha | ⊙        | 73,84         | 2002  |
| Legende für Naturschutzgebiet |      |                           |                              |                                                 |          |               |       |